# Vosbles
Vosbles ist eine ehemalige französische Gemeinde mit zuletzt 110 Einwohnern (Stand 1. Januar 2015) im Département Jura in der Region Bourgogne-Franche-Comté. Sie gehörte zum Arrondissement Lons-le-Saunier und zum Kanton Moirans-en-Montagne. Vosbles ist ein Ortsteil der Gemeinde Vosbles-Valfin, hat jedoch nicht den Status einer Commune déléguée.
Die Nachbargemeinden waren Genod im Norden, Saint-Hymetière im Nordosten, Chemilla und Lavans-sur-Valouse im Osten, Cornod im Südosten, Thoirette-Coisia im Süden, Aromas im Südwesten, Charnod im Westen und Valfin-sur-Valouse im Nordwesten.

## Geschichte
Zum 1. Januar 2018 wurden Vosbles und Valfin-sur-Valouse zur Commune nouvelle Vosbles-Valfin zusammengeschlossen.

## Bevölkerungsentwicklung
| Jahr      | 1962 | 1968 | 1975 | 1982 | 1990 | 1999 | 2008 | 2015 |
| --------- | ---- | ---- | ---- | ---- | ---- | ---- | ---- | ---- |
| Einwohner | 143  | 121  | 100  | 82   | 92   | 101  | 109  | 110  |

## Persönlichkeiten
- Antoine Tocquet de Montgeffond (1659–1731), Geistlicher

## Sehenswürdigkeiten

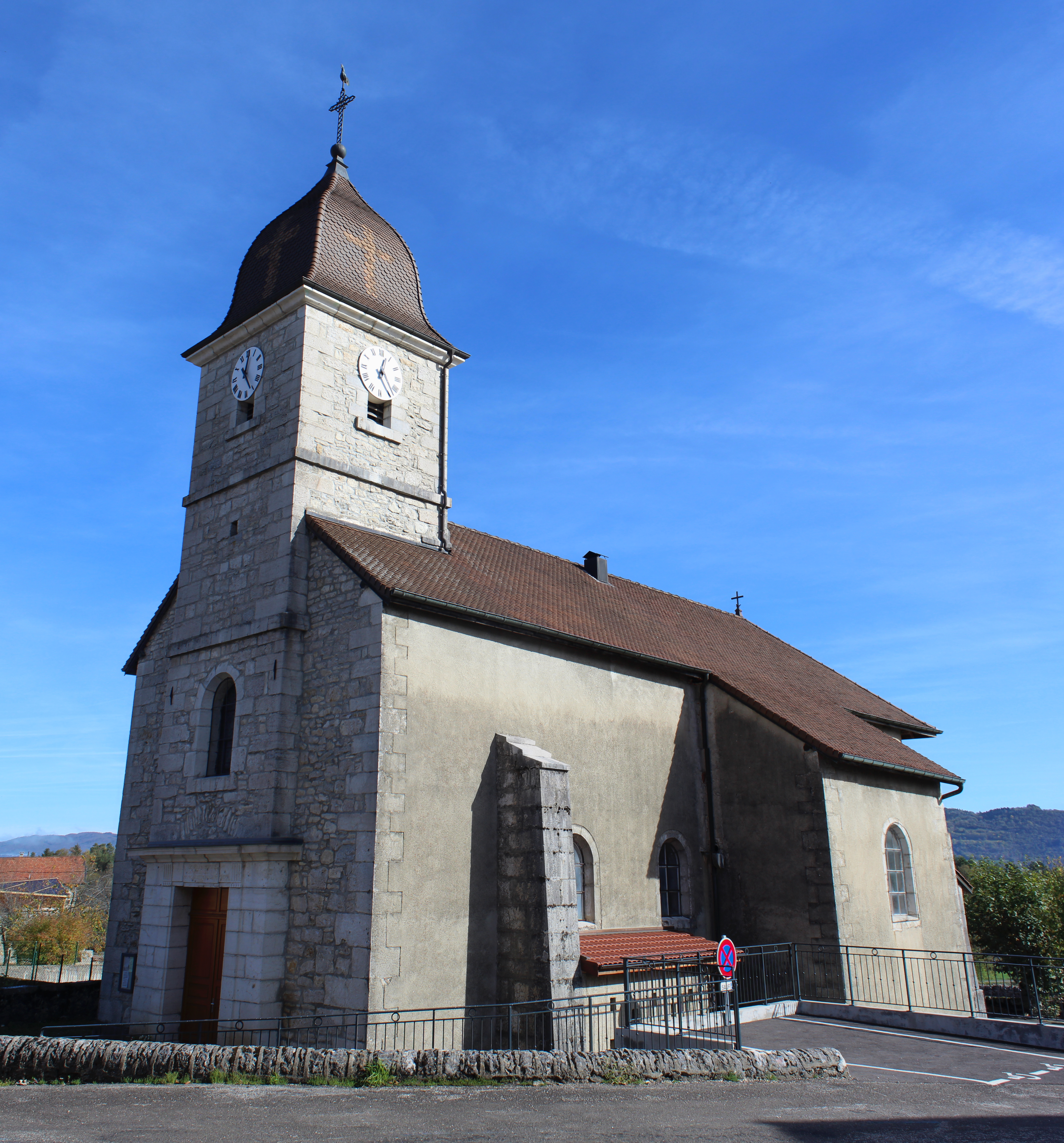
Kirche Mariä Himmelfahrt

- Kirche Notre-Dame-de-l'Assomption
- Reste der Burg Montgefond